# Oryctes agamemnon
Oryctes agamemnon är en skalbaggsart som beskrevs av Hermann Burmeister 1847. Oryctes agamemnon ingår i släktet Oryctes och familjen Dynastidae.

## Underarter
Arten delas in i följande underarter:
- O. a. arabicus
- O. a. sinaicus
- O. a. matthiesseni